# Talk That Talk
Talk That Talk – szósty album studyjny barbadoskiej piosenkarki Rihanny. Ukazał się on 18 listopada 2011 nakładem wytwórni Def Jam Recordings. W 2011 roku Rihanna ogłosiła, że planuje reedycję albumu Loud, jednak plany te zostały anulowane ze względu na produkcję nowej płyty. Wydawnictwo był nagrywane między lutym a listopadem 2011 roku, także podczas Loud Tour. Jako producent wykonawczy, Rihanna współpracowała z takimi osobami jak: Alex da Kid, Mr. Bangladesh, Calvin Harris, Chase & Status, Cirkut, Da Internz, Dr. Luke, Ester Dean, Gareth McGrillen, Hit-Boy, No I.D., Priscilla Renea, Rob Swire, StarGate, The-Dream. Muzycznie album łączy ta sama wena co Loud. Talk That Talk zawiera elementy popowe, R&B, a także dubstep, muzykę electroniczną i house.
Lirycznie płyta opowiada o miłości, seksualności i inicjacji. Wydawnictwo dostało wiele pozytywnych komentarzy od krytyków, którzy chwalili odejście od mrocznych tematów, zawartych na Rated R i Loud. W notowaniu United World Chart, podsumowującym sprzedaż albumów w 2011 roku, album zajął 18 miejsce ze sprzedażą 1,7 miliona egzemplarzy. Płyta zadebiutowała na miejscu 3 listy Billboard 200, ze sprzedażą 198 tys. kopii. W Austrii, Nowej Zelandii, Norwegii, Szwajcarii i Wielkiej Brytanii album osiągnął szczyt notowania.
Pierwszym singlem z albumu jest utwór „We Found Love”, nagrany wspólnie z Calvinem Harrisem, który miał premierę w amerykańskim radiu Capital FM, w dniu 22 września 2011 roku. Został też wydany na iTunes tego samego dnia. Drugim singlem jest piosenka „You da One”. „Talk That Talk” i „Birthday Cake” zostały wydane, kolejno, jako trzeci i czwarty singiel. Piąty singel, „Where Have You Been”, zadebiutował w pierwszej dwudziestce większości krajów świata. Ostatnią kompozycją promującą album został „Cockiness (Love It)” z gościnnym udziałem rapera o pseudonimie ASAP Rocky.

## Tło i rozwój
Po wydaniu i sukcesie poprzedniego krążka pt. Loud, wokalistka ujawniła za pośrednictwem Twittera, że płyta będzie ponownie wydana, tym razem z nowymi piosenkami, słowami: „Era Loud będzie kontynuowana z nowymi piosenkami, które dodasz do swojej kolekcji”. We wrześniu 2011 roku, Rihanna za pośrednictwem konta na Twitterze poinformowała, że plany co do reedycji Loud zostały anulowane: „Myślę o RihRelease, którego LOUD jest naszym efektem pracy. Plus chłopaki pracują tak [zajebiście] mocno, że zasługuje ona na nowiutki akt.”
W Wywiadzie dla MTV News duet The Juggernauts składający się z Shama „Sak Pase” Josepha i Verse Simmondsa, którzy wyprodukowali „Man Down” poinformowali, że Rihanna była bliska zakończenia pracy nad szóstym albumem już w sierpniu 2011 roku. Duet potwierdził, że miał napisać dwa utwory na ewentualne włączenie ich na płytę, mówiąc: „Z tego co rozumiem, trwa zamknięcie albumu i zrobiliśmy dwie piosenki dla niej, które naprawdę kocha i jestem z tego powodu bardzo podekscytowany.”, a także wyraził zainteresowanie pisaniem trzeciego. 15 września 2011 roku Rihanna na Twitterze opublikowała, że sesje nagraniowe na płytę są rzeczywiście w toku, pisząc: „Nie mogę się doczekać, kiedy chłopaki zaczną wprowadzać jakieś szczegóły.” Następnie skomentowała swój post słowami: „*Zamykam usta*”, sugerując, że nie powie już więcej o produkcji albumu. Chociaż tweet zasugerował, że piosenkarka nie będzie już podać więcej szczegółów na temat albumu, jeden z fanów zapytał na tablicy Rihanny, kiedy album zostanie wydany, na co ona odpowiedziała: „TEJ JESIENI!!!!! [sic]”.

### Tytuł i okładka
W ramach promocji albumu, Rihanna umieściła na Facebooku aplikację zatytułowaną „Rihanna: UNLOCKED”, gdzie fanom piosenkarki podawane były misje do wykonywania, w formie gry, w celu „odblokowania” nowych informacji o wydawnictwie. 4 października 2011 roku fani odblokowali „Mission: 5”, ujawniając tytuł albumu. 10 października 2011 roku po koncercie w Glasgow, w Szkocji w ramach trasy Loud Tour Rihanna dała kopię okładki jednej z fanek. Piosenkarka później zatweetowała, że ta osoba była pierwszą poza personelem artystki, która zobaczyła okładkę albumu, pisząc: „Jeden szczęśliwy człowiek po moim koncercie dostał pierwszy okładkę! Ona jest pierwszą, która to zobaczyła! Tylko jedna osoba na świecie ma to!” Następnego dnia fani odblokowali „Mission: 6”, ujawniając tym samym dwie okładki albumu, dla wersji standardowej i deluxe. Cover standardu przedstawia Rihannę oblizującą swoje koralowo czerwone usta, pozującą w bezrękawniku z wytatuowanym tytułem albumu na swojej prawej ręce.
Po ukazaniu standardowej okładki zarówno James Dinh z MTV, jak i reporter z NME określili, że Rihanna wygląda „uwodzicielsko” na fotografii. Gordon Smart z The Sun żartobliwie skomentował zdjęcie mówiąc, że to wygląda jakby piosenkarka próbowała zasłonić opryszczkę swoim językiem, pisząc „to łatwo dostać ją w tej porze roku – szczególnie jeśli ona jest ciągle naga albo przyklejona do swojego nowego chłopaka Dudleya O’Shaughnessy’ego ustami.” Dodał także: „miejmy nadzieję, że Rihanna miała jakieś solidne mydło, by usunąć tatuaż ze swojej ręki.” Wersja deluxe ukazuje artystkę wydmuchującą kłęb dymu z ust na zewnątrz, całość jest czarno biała. Rap-Up skomentował okładkę deluxe, że Rihanna pozwala by kłęby dymu wylatywały z jej ust, podczas gdy ona patrzy w obiektyw „przenikliwymi oczami.” Amanda Hensel z Popcrush zauważyła, że wokalistka robi „francuski wydech” (w języku polskim zwrot „French inhaling” określa się jako palenie „na Snoop Dogga”), gdzie ktoś zaciąga się papierosem, a następnie delikatnie otwiera szczękę i pozwala dymowi dostawać się powoli do nosa. Hensel skomentowała także, że piosenkarka wygląda „zawzięcie” na obu okładkach.

## Struktura muzyczna
Talk That Talk łączy w sobie wiele różnorodnych gatunków muzycznych, takich jak pop, hip hop, R&B, electro, dancehall i dubstep, którego użyto po raz pierwszy na albumie Rated R. Utwór otwierający płytę „You da One” wyprodukowany przez Dr. Luke zawiera karaibskie nuty, w połowie elementy dubstepu, a całość utrzymana jest w średnim tempie. Druga piosenka, „Where Have You Been” wyprodukowana przez Dr. Luke i Ester Dean łączy akustyczny beat i elementy trance. Pierwszy singel, a trzeci utwór z płyty „We Found Love” to utwór electro house i dance-pop. Tytułowa piosenka, a czwarta w kolejności na albumie „Talk That Talk” z udziałem rapera Jay-Z zawiera sample z „I Got A Story To Tell” zespołu The Notorious B.I.G. Piąty utwór zawierający wpływy z hip hopu i dancehall, „Cockiness (Love It)” wyprodukował Bangladesh. Szósta piosenka z wydawnictwa, „Birthday Cake” wyprodukowana przez Da Internz i The-Dream trwa minutę osiemnaście i posiada electro beat. „We All Want Love”, siódma piosenka, to akustyczna piosenka ze wstrząsającymi uderzeniami perkusji w tle. „Drunk on Love”, ósmy z kolei utwór został wyprodukowany przez StarGate i Ester Dean, zawiera wpływy z trance i stukot syntezatorów. Zawiera sample z piosenki „Intro” napisanej i wyprodukowanej przez angielski zespół The xx. Dziewiąty utwór „Roc Me Out” zawiera rockową melodię z elementami dance. Dziesiąty utwór „Watch n’ Learn” z zalotną i figlarną melodią łączy hip hop z syntezatorami. Finałowa piosenka z wersji standardowej, „Farewell” to ballada. Pierwszy utwór bonusowy to „Red Lipstick” dupstepowa piosenka wyprodukowana przez duet Chase & Status, The-Dream i Rihannę. Trzynasty utwór, „Do Ya Thang” jest piosenką R&B wyprodukowaną przez The-Dream we współpracy z Rihanną. Ostatnia piosenka to „Fool in Love”, piosenka o zwolnionym tempie z akustycznymi gitarami.

## Odbiór

### Krytyka
| Oceny łączne         | Oceny łączne |
| Publikacja           | Ocena        |
| -------------------- | ------------ |
| Album of the Year    | 66/100       |
| AnyDecentMusic?      | 6.0/10       |
| Metacritic           | 62/100       |
| Recenzje             |              |
| Publikacja           | Ocena        |
| AllMusic             | [ 25 ]       |
| The A.V. Club        | B-           |
| The Arts Desk        | [ 27 ]       |
| Chicago Tribune      | [ 28 ]       |
| Entertainment Weekly | B+           |
| Evening Standard     | [ 30 ]       |
| The Guardian         | [ 31 ]       |
| HipHopDX             | 3.5/5        |
| Los Angeles Times    | [ 33 ]       |
| musicOMH             | [ 34 ]       |
| NME                  | 5/10         |
| The Observer         | [ 36 ]       |
| Pitchfork Media      | 6.0/10       |
| Rolling Stone        | [ 38 ]       |
| Slant Magazine       | [ 39 ]       |
| Spin                 | 8/10)        |

Album otrzymał pozytywne komentarze od krytyków muzycznych. Metacritic przydzieliło notę 62 na 100 możliwych na podstawie 26 recenzji, co oznacza „ogólnie przychylne recenzje.” Andy Kellman z AllMusic dał pozytywną ocenę i dodał, że „po Good Girl Gone Bad i Rated R jest to najlepszy album.” Melissa Maerz z Entertainment Weekly dała pozytywną recenzję komentując, że „czuję ulgę, że znalazła się błogość na szóstym albumie, ... [Rihanna] przestaje grać niedostępną” jednocześnie dodała „Podobno miłość nigdy łatwo nie przyszła do RiRi, której nowe piosenki opowiadają o niej, m.in. „We Found Love”, „We All Want Love” i (tak) „Drunk on Love”. Czy ona w końcu przyznaje, że jako młoda i porzucona przez kogoś, może czuć się, wiesz, wykorzystana dla zabawy?”
James Lachno z The Daily Telegraph zgodził się z tym sentymentem, stwierdzając Rihanny „szósty album w ciągu siedmiu lat [jest] pełnym adrenaliny rekordowym gigantem, który umacnia jej pozycję jako jedną z najbardziej wpływowych ludzi popu” i „[t]e demony z jej stosunków z Chrisem Brownem teraz są dźwiękami w pełni egzorcyzmowanymi–Rihanna śpiewa jakby była zachwycona życiem i chce przenieść nas na parkiet.” Jason Lipshutz z magazynu Billboard również udzielił albumowi pozytywnego przeglądu, ale skomentował, że jest „pośpiesznie wykonany.” „Po odzyskaniu korony dzięki Loud... Rihanna nie ma zamiaru podjąć jakiejkolwiek przerwy, aby pozwolić jej konkurentkom z gatunku pop się dogonić.” Powiedział także, że „[Talk That Talk jest] dziwnie za szybko wydana dla fanów. Dlaczego nie chce trochę poczekać i przesłuchać się płycie Loud?” Steve Jones z USA Today udzielił albumowi pozytywnego komentarza pisząc: „[ona] może świntuszyć gdy próbuje zwabić ciebie do sypialni albo na parkiet... kiedy wprowadza odurzające rytmy... [ona] zmusza cię by ją słuchać. Tak więc, podczas gdy ona upaja w zaspokajaniu swoje zmysłowe pragnie, również łaknie trochę prawdziwej sympatii..., ale prawdopodobnie najbardziej silnie działający składnik w tej mieszance to charyzma barbadoskiego śpiewu.” Jon Caramanica z The New York Times wywnioskował, że Talk That Talk stawia Rihanna „prosto w centrum gatunkowym popu najlepiej nadaje się dla piosenkarki z jej fundamentalną ulotnością – muzyka taneczna, która na korzystnych warunkach jest w modzie ze współczesnym R&B i popem.” Redaktor dodał także, że jest to „najbardziej radosny album Rihanny” i zauważyła, że „nie ma żadnego ciemnego podtekstu jak jej inne najnowsze albumy.”
Randall Roberts z Los Angeles Times wyraził niezadowolenie z tematyki albumu stwierdzając, że „Rihanna pracuje jak NC-17,
a jej zuchwałość czasem graniczy z bezsensem. Z okiem w kierunku Ameryki Środkowej, to tylko insynuacja.” Matthew Cole ze Slant Magazine przyznał Talk That Talk 2.5 gwiazdki na 5 możliwych komentując, że „jest to najgorszy album Rihanny do tej pory i nie zdziwię się jeśli nowy album ukaże się następnego listopada.” Mark Graham z VH1 nazwał album „najbrudniejszym popem” jaki kiedykolwiek słyszał. Jednak pochwalił utwór „Where Have You Been”, który na pewno rozwali kluby, jak „Don't Stop the Music”. Lindsay Zoladz z Pitchfork Media dał albumowi zróżnicowaną recenzję i zauważyła, że: „2011 znalazł mnóstwo artystów, którzy tchnęli ducha w nowy album: „Beyoncé Knowles w 4 i Lady Gaga w Born This Way to prawdopodobnie najsolidniejsze przykłady – dwa bombastyczne zapisy, które również badają niuans swoich osobowości. Talk That talk rozpatruje zbyt mocno, by przysłać bardziej jednowymiarową wiadomość i kończy się to upadkiem”. Danny Walker z RWD Magazine dał płycie pozytywną notę, oceniając „to jest krótka i (bardzo) słodka wycieczka z barbadoską szefową...” David Amidon ze strony internetowej PopMatters dał negatywną recenzję, przyznając 3 gwiazdki na 10 możliwych. Amidon stwierdził, że ta „bezduszna” płyta nie ma szans się sprzedać, chyba że jako remiks w Europie.

## Single
- „We Found Love” – został wydany jako pierwszy singel z albumu. Utwór miał swoją oficjalną premierę w dniu 22 września 2011 r. w brytyjskim radiu Capital radio FM[48]. Został też wysłany do amerykańskiej stacji radiowej Contemporary hit Radio 11 października 2011 roku. Krytycy pochwalili utwór, ale skrytykowali brak jego lirycznej treści[49][50]. Premiera wideoklipu odbyła się 19 października 2011 roku[51]. Utwór zadebiutował na 16 miejscu na liście Billboard Hot 100, a potem wspiął się na szczyt, dając Rihannie dwudziesty singiel w pierwszej dziesiątce w najkrótszym czasie w całej historii Billboardu[52][53]. Piosenka osiągnęła szczyt list przebojów w Danii, Francji, Irlandii, Norwegii, Szwecji i Wielkiej Brytanii. Znalazła się także w pierwszej piątce w Australii, Finlandii i Włoszech.

- „You da One” – został wydany jako drugi singel 14 listopada 2011[54]. Wydanie potwierdzone zostało przez Rap-Up. Na okładce singla piosenkarka ukazana jest, paląc papierosa. Całość jest czarno-biała. Wyjątkiem jest czerwona litera „u”. Najwyższą pozycją utworu na Billboard Hot 100 jest pozycja 14. Utwór był porównywany do niektórych poprzednich singli Rihanny „What's My Name?” i „Man Down”. Oba utwory są w klimacie reggae i dancehall. 3 grudnia 2011r., artystka udostępniła wideoklip do utworu. W teledysku podobnie jak na okładce do singla jest czarno-biało. Rihanna tańczy zamknięta w studiu. Teledysk otrzymał krytyczne recenzje.

- „Talk That Talk” – piosenkarka zapytała fanów poprzez konto na portalu Twitter, która piosenka powinna zostać trzecim singlem z albumu. Ostatecznie ustalono, że trzecim singlem zostanie tytułowy utwór. Piosenka została wydana w amerykańskim radiu 17 stycznia 2012 roku[55]. Początkowo trwały prace nad teledyskiem do singla, jednak prawdopodobnie wytwórnia się nie zgodziła i nie powstał teledysk. Singiel dotarł do 31 pozycji na Billboard Hot 100.

- „Birthday Cake” – remiks piosenki z udziałem Chrisa Browna został wydany 20 lutego 2012 roku, w urodziny Rihanny. Został wypuszczony do amerykańskiego radia 6 marca 2012 roku[56] jako czwarty singiel w Stanach Zjednoczonych.

- „Where Have You Been” – został wydany jako piąty singel 8 maja 2012 roku[57]. 28 kwietnia ogłoszono datę premiery klipu. Ostatecznie wydany został 30 kwietnia na kanale Vevo Rihanny. Piosenka osiągnęła komercyjny sukces, docierając do Top 5 w ok. 15 krajach. W Brazylii dotarła na szczyt list notowań, we Francji na miejsce drugie, w Australii na szóste, a w takich krajach jak Kanada i USA na miejsce 5. Piosenka w okresie czerwca była trzecim najchętniej oglądanym teledyskiem w Polsce.

- „Cockiness (Love It)” – został wydany jako szósty i ostatni singel z płyty, 7 września 2012 roku. Singiel został zremiksowany przez rapera o pseudonimie ASAP Rocky. 26 listopada 2011 roku utwór zadebiutował na sześćdziesiątym drugim miejscu koreańskiego notowania Gaon Chart, ze sprzedażą 6,918 kopii[58]. 10 grudnia 2011 roku, utwór znalazł się na 17 miejscu amerykańskiego notowania Bubbling Under Hot 100 Singles[59].

## Lista utworów
Imiona i nazwiska osób, które napisały i wyprodukowały poszczególne piosenki we wkładce albumu. Długość utworów umieszczona jest na oficjalnej stronie Rihanny. Standardowa wersja jest umieszczona w opakowaniu jewel case i zawiera 11 utworów. Wersja deluxe jest zapakowana w digipak i zawiera 11 standardowych utworów plus 3 dodatkowe, 16-stronicową książeczkę, plakat, dwie okładki i próbkę perfum.
| Nr  | Tytuł utworu                          | Tekst                                                                                                  | Muzyka                          | Długość |
| --- | ------------------------------------- | --- | ------------------------------- | ------- |
| 1.  | „You da One”                          | Ester Dean, Lukasz Gottwald, Robyn Fenty, John Hill, Henry Walter                                      | Dr. Luke, Cirkut                | 3:20    |
| 2.  | „Where Have You Been”                 | Dean, Gottwald, Calvin Harris, Walter, Geoff Mack                                                      | Dr. Luke, Cirkut, Calvin Harris | 4:02    |
| 3.  | „We Found Love (feat. Calvin Harris)” | Harris                                                                                                 | Calvin Harris                   | 3:35    |
| 4.  | „Talk That Talk (feat. Jay-Z)”        | Dean, Mikkel S. Eriksen, Tor E. Hermansen, Shawn Carter, Anthony Best, Sean Combs, Christopher Wallace | StarGate                        | 3:29    |
| 5.  | „Cockiness (Love It)”                 | Candice Pillay, D. Loernathy, Shondrae Crawford, Fenty                                                 | Bangladesh                      | 2:58    |
| 6.  | „Birthday Cake”                       | Terius Nash Fenty, Marcos Palacios, Earnest Clark                                                      | Da Internz, The-Dream           | 1:18    |
| 7.  | „We All Want Love”                    | Dean, Ernest Wilson, Steve Wyreman, Kevin Randolph                                                     | No I.D.                         | 3:57    |
| 8.  | „Drunk On Love”                       | Dean, Eriksen, Hermansen, Baria Qureshi, Romy Croft, Oliver Sim, Jamie Smith                           | StarGate                        | 3:32    |
| 9.  | „Roc Me Out”                          | Dean, Eriksen, Hermansen, Baria Qureshi, Romy Croft, Oliver Sim, Jamie Smith                           | StarGate                        | 3:29    |
| 10. | „Watch n’ Learn”                      | Priscilla Renea, Chauncey Hollis, Fenty, Alja Jackson                                                  | Hit-Boy                         | 3:31    |
| 11. | „Farewell”                            | Dean, Alexander Grant                                                                                  | Alex da Kid                     | 4:16    |
|     |                                       | |                                 | 37:27   |

| Edycja deluxe | Edycja deluxe                                | Edycja deluxe                                                       | Edycja deluxe                | Edycja deluxe |
| Nr            | Tytuł utworu                                 | Tekst                                                               | Muzyka                       | Długość       |
| ------------- | -------------------------------------------- | ------------------------------------------------------------------- | ---------------------------- | ------------- |
| 1.            | „Red Lipstick”                               | Nash, Fenty, James Hetfield, Lars Ulrich, Will Kennard, Saul Milton | Chase & Status               | 3:37          |
| 2.            | „Do Ya Thang””                               | Nash, Fenty                                                         | The-Dream                    | 3:43          |
| 3.            | „Fool in Love”                               | Dean, Alexander Grant                                               | Dr. Luke, Cirkut, Ester Dean | 4:15          |
| 4.            | „We Found Love (Calvin Harris Extended Mix)” | Calvin Harris                                                       | Calvin Harris                | 5:45          |
|               |                                              |                                                                     |                              | 17:20         |

Sample:
- „Where Have You Been” zawiera elementy z kompozycji „I’ve Been Everywhere” napisanej przez Geoffa Macka.
- „Talk That Talk” posiada sample z utworu „I Got a Story to Tell” nagranego przez The Notorious B.I.G., a napisanego przez: Anthony’ego Besta, Seana Combsa, Carla Thompsona i Christophera Wallace’a.
- „Cockiness (Love It)” zawiera elementy z wykonania „Summertime” przez Grega Kinnear, który można usłyszeć w filmie Skazani na siebie.
- „Drunk on Love” sampluje „Intro” zespołu The xx, utwór napisali: Baria Qureshi, Romy Madley Croft, Oliver Sim and Jamie Smith.
- „Red Lipstick” zawiera wstawki z kompozycji Metalliki „Wherever I May Roam”, napisanej przez Jamesa Hetfielda i Larsa Ulricha. Ponadto zawiera sample z utworu Chase & Status’a „Saxon”, napisanego przez Williama Kennarda i Saula Miltona.

## Wydane formaty
Talk Talk That (Edycja standardowa)
- 11 utworów standardowych.

Talk Talk That (Edycja deluxe)
- 11 utworów standardowych + 3 utwory bonusowe
- 16-stronicowa książeczka
- Mini plakat
- Obie okładki płyty
- Próbka perfum (dostępna tylko w USA)
- Zapakowane jako digipak

Talk Talk That (Edycja iTunes)
- 11 utworów standardowych + 3 utwory bonusowe
- „We Found Love” (Calvin Harris extended mix)
- Cyfrowa książeczka

## Personel
- Robyn Rihanna Fenty – wokal, producent wykonawczy, tekściarz, kompozytor
- Shawn Carter – wokal
- Calvin Harris – producent muzyczny
- Steve Wyreman – bass, gitara
- Nuno Bettencourt – gitara
- Mike Anderson – inżynier
- Ester Dean – producent muzyczny
- Erik Madrid – miksowanie
- Ciarra Pardo – dyrektor artystyczny, A&R
- Marcos Tovar – inżynier, miksowanie, inżynier dźwięku
- Gabriela Schwartz – marketing
- Chris Galland – asystent miksowania
- Da Internz – producent muzyczny
- Aubry „Big Juice” Delaine – inżynier
- Tor Erik Hermansen – instrumentacja
- Maynard James Keenan – wibracje
- The xx – instrumentacja
- Sean Combs – kompozytor
- Sam Holland – inżynier
- Hit-Boy – producent muzyczny
- Jordan „DJ Swivel” Young – inżynier wokalu
- Alejandra Barajas – asystent inżyniera, asystent
- Calvin Bailiff – asystent miksowania
- T.E. Hermansen – kompozytor
- Alex da Kid – producent muzyczny
- Skylar – inżynier
- JP Robinson – dyrektor artystyczny
- John Hill – programowanie
- Shondrae „Mr. Bangladesh” Crawford – kompozytor, programowanie, instrumentacja, producent muzyczny
- TT – asystent
- Alex Barajas – asystent
- Terius „The-Dream” Nash – kompozytor, producent muzyczny
- Cling Gibbs – inżynier
- Mikkel S. Eriksen – kompozytor, inżynier, instrumentacja
- Omar Loya – asystent inżyniera
- Omar Grant – A&R
- Abou Thiam – A&R
- Yusef Stephens – stylista
- Ursula Stephens – stylista
- Tyron Machhausen – make-up
- Mel Ottenberg – ubrania
- Katie Mitzell – koordynacja produkcji
- Jonathan Sher – asystent inżyniera, asystent
- Jennifer Rosales – asystent inżyniera, asystent
- Daniella Rivera – asystent inżyniera, asystent
- Chris Sclafani – asystent inżyniera, asystent
- Ludovick Tartavelo – asystent inżyniera,
- Cirkut – programowanie, instrumentacja, producent muzyczny
- Manny Marroquin – miksowanie
- Carl Sturken – producent wykonawczy
- Phil Tan – miksowanie
- Pat Thrall – inżynier
- Lars Ulrich – kompozytor
- Serban Ghenea – miksowanie
- Scott Marcus – A&R
- No I.D. – producent muzyczny
- Kuk Harrell – inżynier, inżynier wokalu, produkcja wokalu
- Deborah Mannis-Gardner – sample
- Ellen von Unwerth – fotografia
- Stargate – producent muzyczny
- Kevin Randolph – kompozytor, klawisze
- Danny D. – producent wykonawczy
- Dr. Luke – programowanie, producent muzyczny, instrumentacja
- John Hanes – miksowanie, asystent miksowania
- Fabian Marasciullo – miksowanie
- Chris Gheringer – mastering
- Phil Seaford – miksowanie, asystent miksowania
- Kevin „KD” Davis – miksowanie
- Terese Joseph – A&R
- Eric Wong – marketing
- Lukasz „Dr. Luke” Gottwald – kompozytor
- Rob Kinelski – inżynier
- Irene Richter – koordynacja produkcji
- Miles Walker – inżynier
- Carol Corless – produkcja opakowań
- Chase & Status – producent muzyczny
- Jay Brown – A&R
- Dan Tobiason – asystent
- Calvin Harris – kompozytor, programowanie, producent muzyczny, inżynier, miksowanie, instrumentacja
- Tim Blacksmith – producent wykonawczy
- Damien Lewis – asystent miksowania
- Ghazi Hourani – asystent miksowania
- Evan Rogers – producent wykonawczy
- James Hetfield – kompozytor
- Candice Pillay – kompozytor
- Dwayne „Dem Jointz” Abernathy – kompozytor

Źródło:

## Notowania i certyfikacje
| Listy (2011)                              | Najwyższe pozycje |
| ----------------------------------------- | ----------------- |
| Australia (ARIA Charts)                   | 5                 |
| Australia (Urban Albums Chart)            | 1                 |
| Austria (Ö3 Austria Top 40)               | 1                 |
| Belgia (Ultratop Flandria)                | 3                 |
| Belgia (Ultratop Walonia)                 | 6                 |
| Chorwacja (Toplista)                      | 13                |
| Czechy (IFPI)                             | 16                |
| Dania (Tracklisten)                       | 10                |
| Hiszpania (PROMUSICAE)                    | 6                 |
| Holandia (MegaCharts)                     | 6                 |
| Finlandia (Finland’s Official List)       | 16                |
| Francja (SNEP)                            | 2                 |
| Grecja (IFPI)                             | 3                 |
| Irlandia (Irish Albums Chart)             | 2                 |
| Japonia (Oricon)                          | 11                |
| Kanada (Canadian Albums Chart)            | 3                 |
| Meksyk (AMPROFON)                         | 26                |
| Niemcy (Media Control Charts)             | 3                 |
| Nowa Zelanida (RIANZ)                     | 1                 |
| Norwegia (VG-lista)                       | 1                 |
| Polska (OLiS)                             | 2                 |
| Portugalia (AFP)                          | 14                |
| Rosja (2M)                                | 3                 |
| Stany Zjednoczone (Billboard 200)         | 3                 |
| Stany Zjednoczone (US R&B/Hip Hop Albums) | 1                 |
| Szkocja(OCC)                              | 1                 |
| Szwajcaria (Schweizer Hitparade)          | 1                 |
| Szwecja (Sverigetopplistan)               | 26                |
| Wielka Brytania (UK Albums Chart)         | 1                 |
| Wielka Brytania (UK R&B Albums Chart)     | 1                 |
| Węgry (MAHASZ)                            | 18                |
| Włochy (FIMI)                             | 10                |

| Listy (2011)                      | Najwyższe pozycje |
| --------------------------------- | ----------------- |
| Australia (ARIA Charts)           | 46                |
| Dania (Tracklisten)               | 34                |
| Francja (SNEP)                    | 32                |
| Francja (Digital SNEP)            | 45                |
| Holandia (MegaCharts)             | 73                |
| Irlandia (Irish Albums Chart)     | 8                 |
| Niemcy (Media Control Charts)     | 44                |
| Polska (OLiS)                     | 43                |
| Szwajcaria (Schweizer Hitparade)  | 36                |
| Wielka Brytania (UK Albums Chart) | 10                |
| Węgry (MAHASZ)                    | 69                |

| Listy (2012)                             | Najwyższe pozycje |
| ---------------------------------------- | ----------------- |
| Australia (ARIA Charts)                  | 62                |
| Australia (ARIA Urban Charts)            | 5                 |
| Francja (SNEP)                           | 49                |
| Francja (Digital SNEP)                   | 42                |
| Japonia (Oricon)                         | 97                |
| Kanada(Canadian Album Charts)            | 14                |
| Stany Zjednoczone (Billboard 200)        | 8                 |
| Stany Zjednoczone (Digital Album Charts) | 18                |
| Stany Zj. (R&B/Hip Hop Album Charts)     | 2                 |
| Szwajcaria (Schweizer Hitparade)         | 40                |
| Wielka Brytania (UK Albums Chart)        | 19                |
| Włochy (FIMI)                            | 98                |
| Węgry (MAHASZ)                           | 70                |

| Państwo           | Dostawca   | Status             |
| ----------------- | ---------- | ------------------ |
| Australia         | ARIA       | platynowa płyta    |
| Austria           | IFPI       | złota płyta        |
| Belgia            | IFPI       | złota płyta        |
| Brazylia          | ABDP       | złota płyta        |
| Dania             | IFPI       | złota płyta        |
| Europa            | IFPI       | platynowa płyta    |
| Hiszpania         | PROMUSICAE | złota płyta        |
| Irlandia          | IRMA       | 3x platynowa płyta |
| Niemcy            | BMVI       | złota płyta        |
| Nowa Zelandia     | RIANZ      | platynowa płyta    |
| Polska            | ZPAV       | 3x platynowa płyta |
| Stany Zjednoczone | RIAA       | platynowa płyta    |
| Szwajcaria        | IFPI       | platynowa płyta    |
| Szwecja           | IFPI       | platynowa płyta    |
| Węgry             | MAHASZ     | złota płyta        |
| Wielka Brytania   | BPI        | 3x platynowa płyta |
| Włochy            | FIMI       | złota płyta        |

### Single
| „We Found Love”                                          | 2011 | 2  | 1  | 1  | 1  | 1  | 1  | 1  | 1 | 1  | 1  | 1   | - AUS: 5× platynowa płyta - GER: złota płyta - NZ: 3× platynowa płyta - SWI: 2× platynowa płyta - UK: złota płyta - USA: 4× platynowa płytaa | –                                    | Talk That Talk |
| „You da One”                                             | 2011 | 26 | 23 | 12 | 23 | 30 | 12 | 10 | – | 36 | 16 | 14  | - AUS: platynowa płyta - NZ: złota płyta - UK: srebrna płyta - USA: platynowa płyta                                                          | –                                    | Talk That Talk |
| „Talk That Talk”                                         | 2012 | 28 | –  | 30 | 24 | 63 | 22 | 37 | – | 11 | 25 | 31  | - AUS: złota płyta - US: złota płyta | Wydany tylko za pośrednictwem radia. | Talk That Talk |
| „Birthday Cake”                                          | 2012 | –  | –  | –  | –  | –  | –  | –  | – | –  | –  | 24  | - US: platynowa płyta | Wydany tylko w USA.                  | Talk That Talk |
| „Where Have You Been”                                    | 2012 | 6  | 20 | 5  | 2  | 17 | 8  | 4  | – | 15 | 6  | 5   | - AUS: 2× platynowa płyta - NZ: platynowa płyta - UK: złota płyta - USA: platynowa płyta                                                     | –                                    | Talk That Talk |
| „Cockiness (Love It)”                                    | 2012 | –  | –  | –  | –  | –  | –  | –  | – | –  | –  | 117 | - US: złota płyta | Wydany tylko w USA.                  | Talk That Talk |
| „–” oznacza, że singel nie był notowany na danej liście. |      |    |    |    |    |    |    |    |   |    |    |     | |                                      |                |

## Historia wydania
| Kraj            | Data              | Format               | Wytwórnia       | Edycja              |
| --------------- | ----------------- | -------------------- | --------------- | ------------------- |
| Australia       | 18 listopada 2011 | CD, digital download | Universal Music | Standardowa, deluxe |
| Niemcy          | 18 listopada 2011 | CD, digital download | Universal Music | Standardowa, deluxe |
| Irlandia        | 18 listopada 2011 | CD, digital download | Universal Music | Standardowa         |
| Polska          | 18 listopada 2011 | CD, digital download | Universal Music | Standardowa, deluxe |
| Kanada          | 21 listopada 2011 | CD, digital download | Universal Music | Standardowa, deluxe |
| Francja         | 21 listopada 2011 | CD, digital download | Def Jam         | Standardowa, deluxe |
| Włochy          | 21 listopada 2011 | CD, digital download | Def Jam         | Standardowa, deluxe |
| Wielka Brytania | 21 listopada 2011 | CD, digital download | Mercury         | Standardowa, deluxe |
| USA             | 21 listopada 2011 | CD, digital download | Def Jam         | Standardowa, deluxe |
| Japonia         | 23 listopada 2011 | CD, digital download | Universal Music | Standardowa, deluxe |
| Indie           | 23 listopada 2011 | CD, digital download | Universal Music | Standardowa, deluxe |
| Brazylia        | 29 listopada 2011 | CD, digital download | Universal Music | Standardowa, deluxe |
| Kolumbia        | 1 grudnia 2011    | CD, digital download | Universal Music | Standardowa, deluxe |
| Indonezja       | 2 grudnia 2011    | CD                   | Universal Music | Standardowa, deluxe |